# 那坡蛇根草
那坡蛇根草（学名：Ophiorrhiza napoensis）是茜草科蛇根草属的植物，为中国的特有植物。分布于中国大陆的云南、广西等地，生长于海拔1,000米的地区，多生长于山坡林下，目前尚未由人工引种栽培。